# 스타팅 11
스타팅 11(starting 11), 혹은 스타팅 XI, 선발 11은 조직의 주요 팀, 특히 축구 또는 크리켓 팀의 11명의 선발된 최초의 "주요" 선수이다. 선발 라인업의 핵심으로 간주되는 선수는 종종 특정 포지션에서 가장 능숙한 편이다.
이 이름은 팀을 위해 선발된 최초의 11명의 선수라는 사실을 의미한다. 많은 스포츠에서는 클럽이 x명 이상의 선수로 구성된 스쿼드를 보유해야 하며 이 숫자는 종종 11명보다 높다고 말한다. 예를 들어 프리미어리그에서는 각 클럽이 25명의 선수단을 지정해야 한다.

## 같이 보기
- 스타팅 라인업